# Grüningen (Riedlingen)

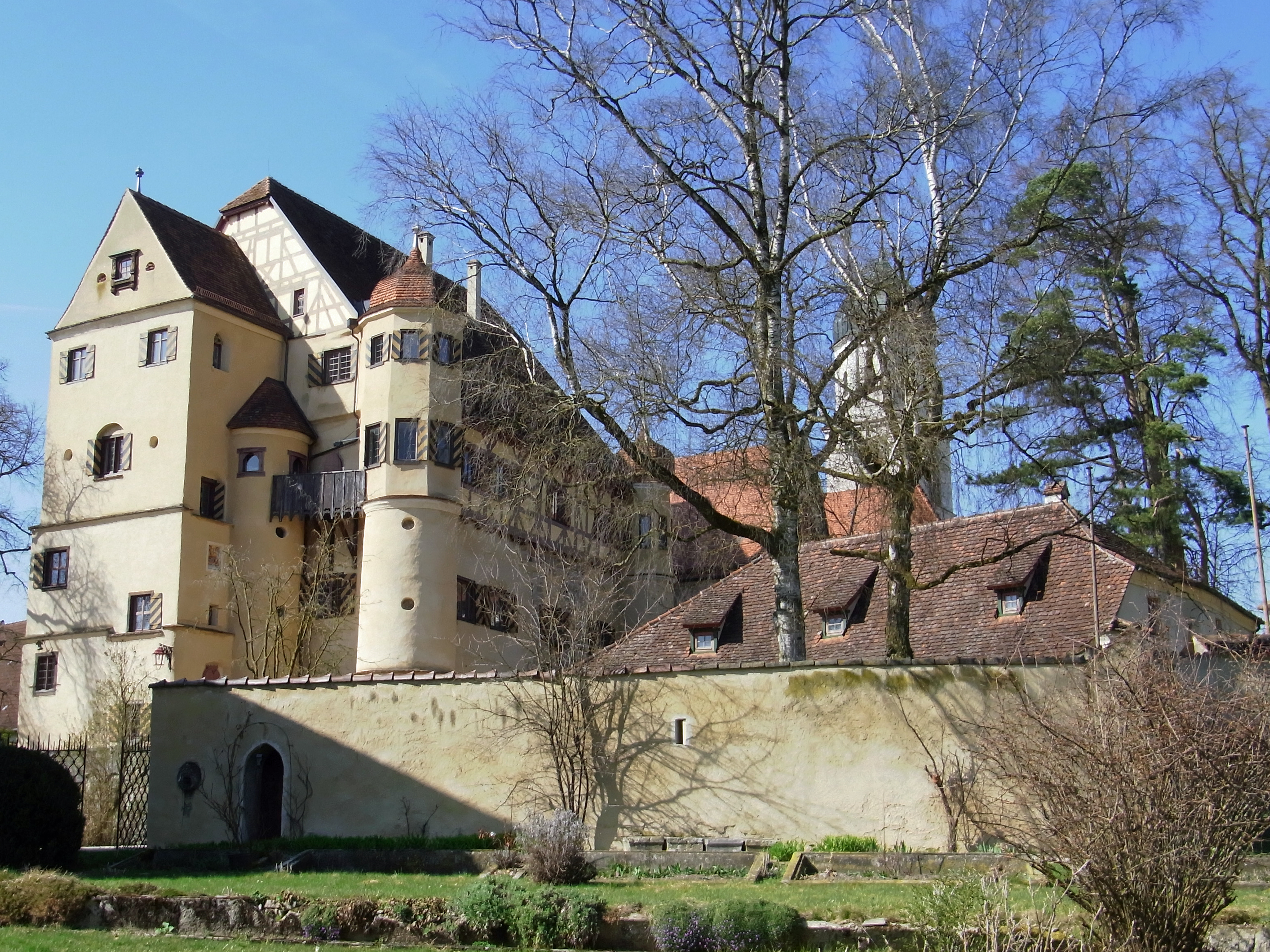
Schloss in Grüningen

Grüningen ist ein Stadtteil von Riedlingen im Landkreis Biberach in Baden-Württemberg. Die ehemals selbständige Gemeinde, circa einen Kilometer nordwestlich von Riedlingen, wurde am 1. Oktober 1974 in die Stadt Riedlingen eingemeindet. Der Ort im März 2016 430 Einwohner.

## Geographie
Das Dorf liegt unter dem Tautschbuch und Österberg am Rand der Donautalebene.

## Geschichte
Der Ort wurde 804 als „Cruaninga“ erstmals erwähnt.
Grüningen kam über die Grafen von Veringen Ende des 12. Jahrhunderts an die Grafen von Württemberg, welche dort die Linie der Grafen von Grüningen-Landau begründeten. Sitz der Grafen wurde das „Obere Schloss“ nahe der Pfarrkirche St. Blasius.
Das auf einem künstlichen Erdhügel mitten im Dorf errichtete „Untere Schloss“ wurde hingegen Sitz der grüningischen Ministerialität.
Grüningen kam um 1300 an die Freiherren von Hornstein (siehe Wappen), denen es auch zum Zeitpunkt der Mediatisierung 1806 noch gehörte (Gut und Schloss bis heute), als der Ort wieder unter württembergische Oberherrschaft fiel.

## Sehenswürdigkeiten
- Schloss
- Pfarrkirche St. Blasius